# Pressombudsmannen

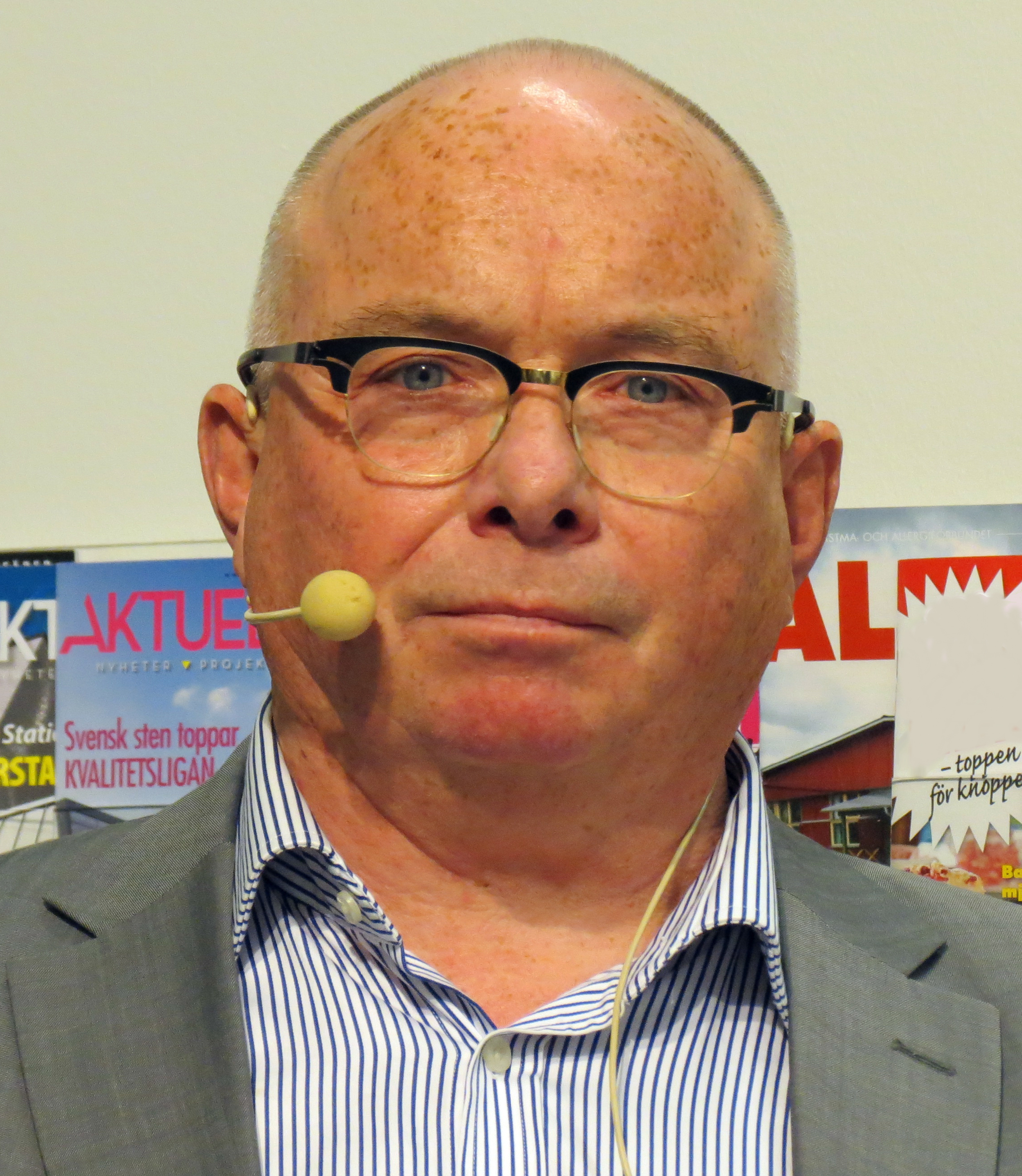
Den sista pressombudsmannen, Ola Sigvardsson.

Pressombudsmannen (PO), egentligen Allmänhetens Pressombudsman, hjälpte fram till och med 31 december 2019 enskilda individer som anmälde att de har namngivits och kränkts i en tidning. Pressombudsmannen övergick 1 januari 2020 till Medieombudsmannen. 
Efter utredning av PO kunde ett ärende överlämnas till Pressens Opinionsnämnd (PON). Nämnden kunde sedan besluta att officiellt klandra en publicering. PO kunde undersöka fall på eget initiativ, och hade även som uppgift att "genom opinionsbildning verka för god publicistisk sed". Den siste pressombudsmannen var Ola Sigvardsson som tidigare varit redaktionschef och biträdande chefredaktör för Dagens Nyheter. Han blev den 1 januari 2020 den första Medieombudsmannen.

## Historia
1916 bildades Pressens Opinionsnämnd, som ett sätt att internt sköta frågor om pressetik. För att göra det enklare för allmänheten att få rätt mot pressen inrättades 1969 Allmänhetens Pressombudsman. Den första anmälan till PO skickades in av Bosse Ringholm och rörde artikeln Okunnighet och beskäftighet i tidningen Accent. Artikeln, som handlade om att Ringholm kritiserat militära förband för deras narkotikaupplysning, fälldes.
Sedan 1975 har PO hjälp av en biträdande pressombudsman.
Mellan 1975 och 1990 kunde PO själv fälla material, men denna möjlighet finns inte längre. Istället har PO att välja mellan att avskriva ärendet eller skicka det vidare till Pressens opinionsnämnd med förslag om åtgärd. Sedan 1993 har dock PO givits utökade befogenheter att på egen hand försöka medla mellan anmälaren och tidningen. I de fall PO tar upp fall till undersökning ser denne till att tidningen får ta del av anmälan, och tidningen har då två veckor på sig att svara. För att kunna anmäla en tidning till PO måste det anmälda materialet ha publicerats under de tre senaste månaderna och personen måste vara personligen berörd.
Inledningsvis tillsattes jurister på posten som pressombudsman. Det övergick senare till att posten innehades av personer som var journalister själva, en ordning som 2008 kritiserades av den första PO:n Lennart Groll som menade att pressetiken blev allt sämre vilket ledde till krav på skärpt lagstiftning.

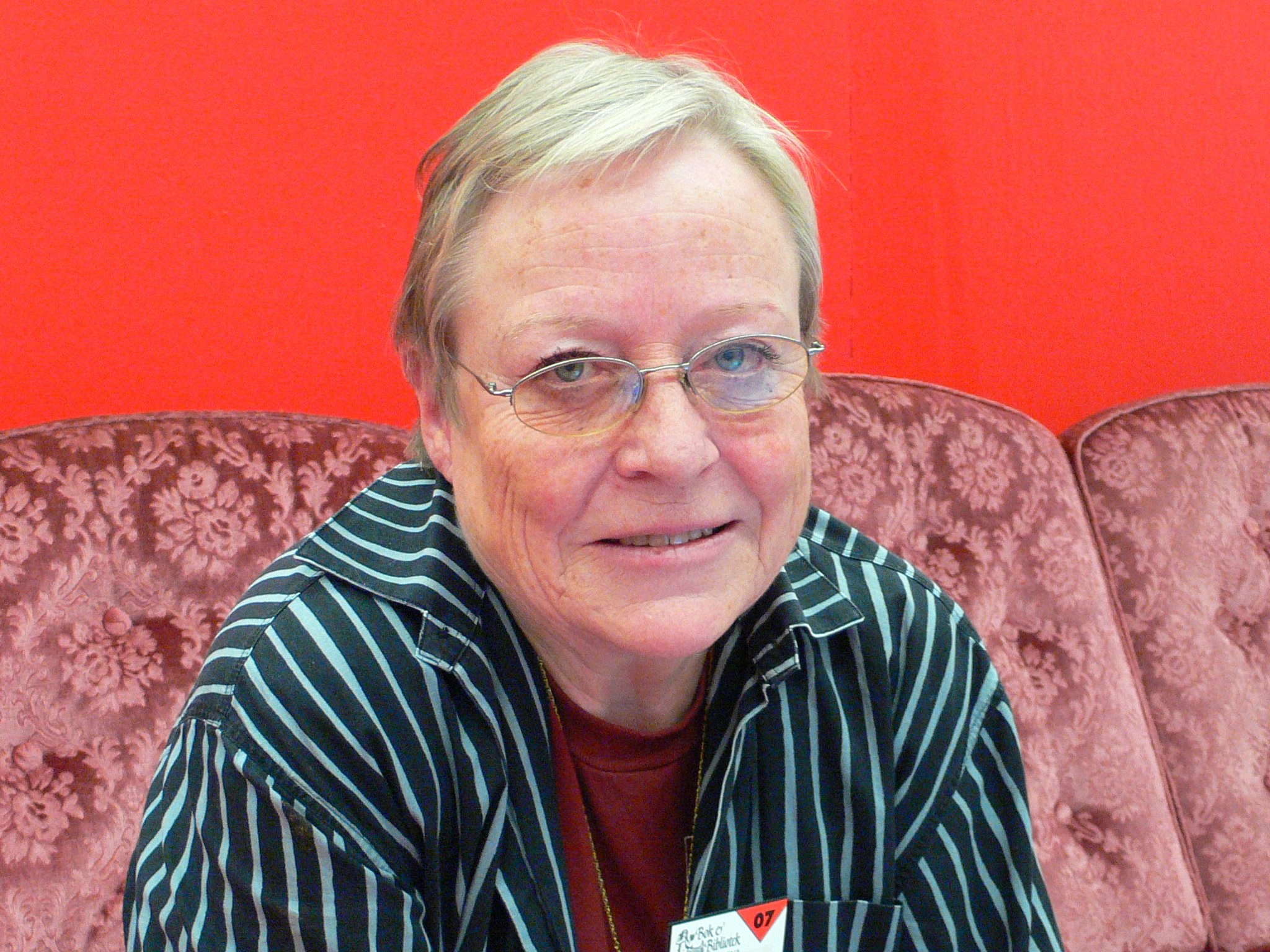
Yrsa Stenius, pressombudsman 2007–2011.

Efter att pressombudsman Yrsa Stenius 2010 rekommenderat att Pressens Opinionsnämnd skulle fälla Expressen efter avslöjandet om att Jan Guillou samarbetat med KGB bojkottade Expressen PO, till dess att Stenius gått i pension.
Mellan 1969 och 2009 mottog PO drygt 14 500 anmälningar. 2009 anmäldes omkring 400 publiceringar per år till PO, varav de flesta avskrivs. 

### Pressombudsmän
- 1969–1979 Lennart Groll (hovrättsassessor)
- 1980–1990 Thorsten Cars (jurist, domare och författare)
- 1990–1992 Hans-Gunnar Axberger (jurist och författare)
- 1993–2000 Pär-Arne Jigenius (journalist, författare, debattör)
- 2000–2007 Olle Stenholm (journalist)
- 2007–2011 Yrsa Stenius (journalist, författare och krönikör)
- 2011–2019 Ola Sigvardsson (journalist)

## Organisation
PO finansieras av Publicistklubben, Svenska Journalistförbundet, Svenska Tidningsutgivareföreningen och Sveriges Tidskrifter genom Stiftelsen Allmänhetens Pressombudsman.
I instruktionerna för PO:s arbetsbeskrivning står det skrivet att PO ska utses av ett kollegium bestående av chefsjustitieombudsmannen, ordföranden i Sveriges Advokatsamfund samt ordföranden i Pressens Samarbetsnämnd. Den sistnämnda organisationens ordförande, när Ola Sigvardsson utsågs 2010, var Ulrika Knutson.